# NGC 6886
NGC 6886 في الفهرس العام الجديد، هي مجرة، تقع في كوكبة السهم. اكتشفت في 17 سبتمبر 1884 بواسطة رالف كوبلاند.

## روابط خارجية
- NGC 6886 على موقع ويكي سكاي: DSS2, SDSS, GALEX, IRAS, Hydrogen α, X-Ray, Astrophoto, Sky Map, Articles and images